# 扁嘴準裂腹魚
扁嘴準裂腹鱼（学名：Schizothorax esocinus）为輻鰭魚綱鯉形目鲤科的其中一種。分布於亞洲印度、巴基斯坦、阿富汗、尼泊爾及中國，體長可達47公分，棲息在具有砂石底質的高山溪流、湖泊及河川，屬草食性，具洄游習性，可做為食用魚及遊釣魚。